# Palazzo di Giustizia (Ferrara)
Il Palazzo di Giustizia è un edificio giudiziario di Ferrara che si trova in via Borgo dei Leoni 60-62. È sede del Tribunale di Ferrara, del Giudice di Pace di Ferrara, del Consiglio dell'Ordine degli avvocati di Ferrara, della Camera Penale Ferrarese e della Fondazione Forense Ferrarese.

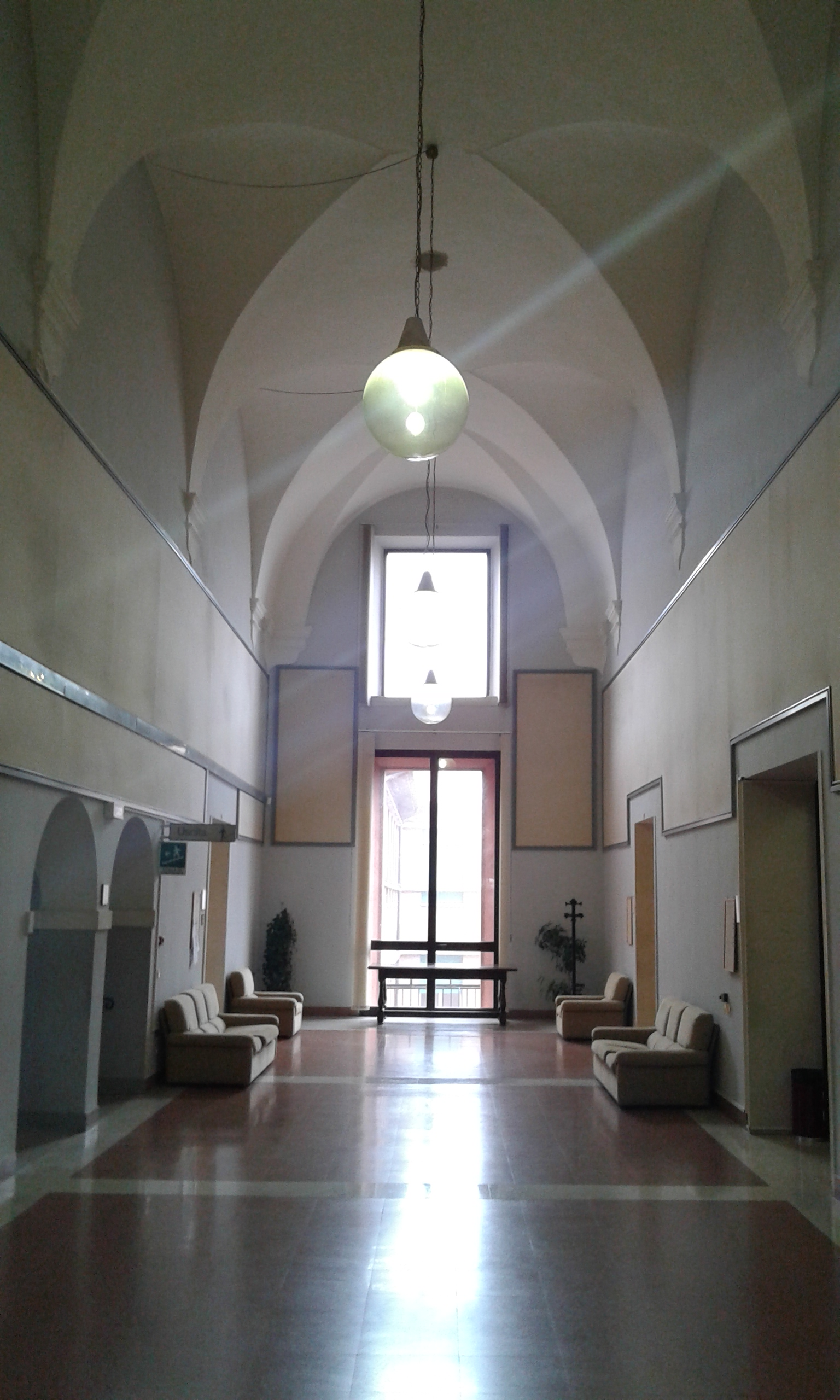
Interno del palazzo

## Storia
L'edificio venne edificato di fianco alla chiesa del Gesù da padre Pasetti nel 1676 ed adibito a collegio dei Gesuiti. In seguito divenne sede scolastica di vari istituti cittadini, tra questi il Regio Liceo Scientifico Antonio Roiti e il Regio Liceo Classico Ariosto, sino a quando tutti vennero trasferiti.
Dal 1977 al 1984 il complesso venne ristrutturato da Carlo Aymonino e divenne la nuova sede del tribunale di Ferrara.

## Note

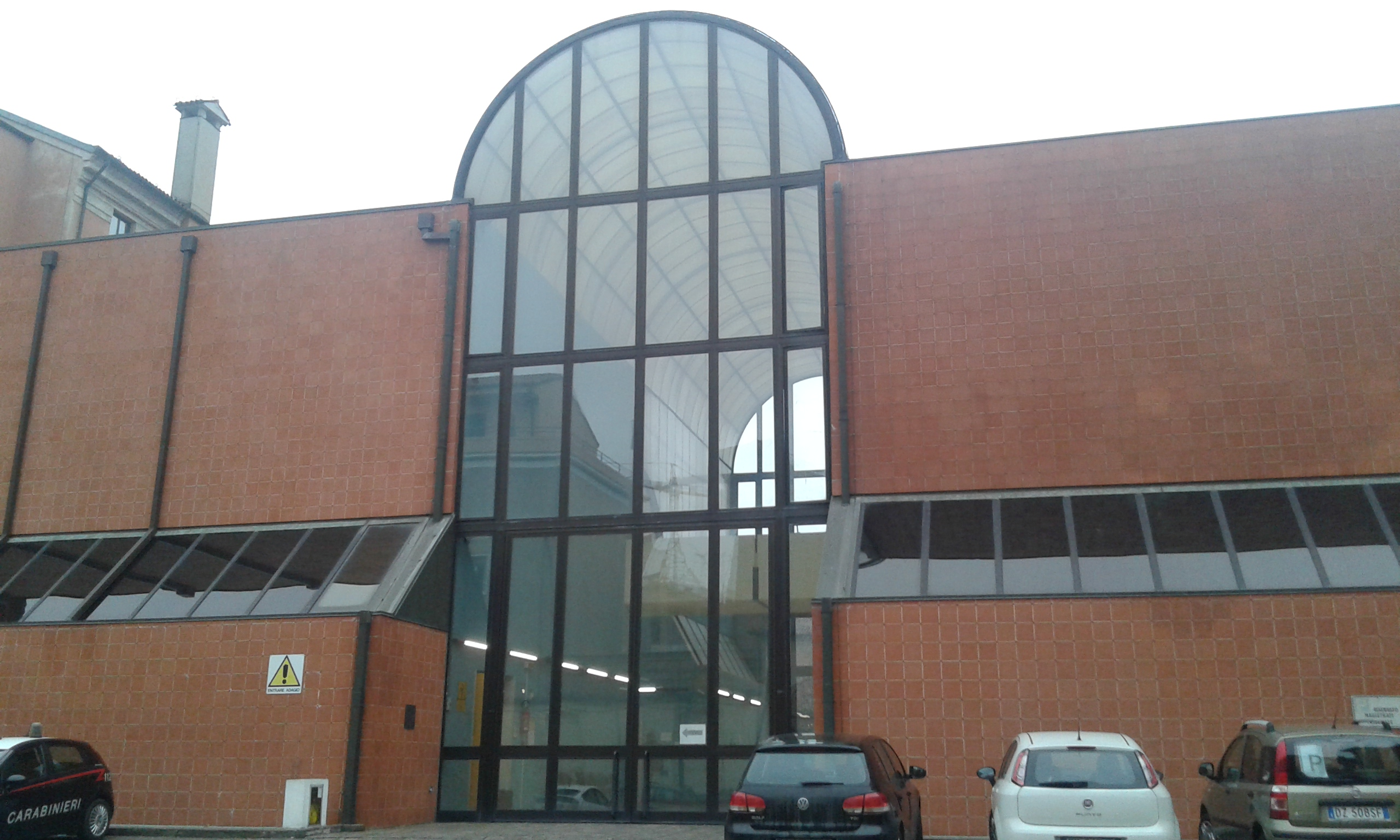
Edificio con vetrate